# Ferrari Mythos
De Ferrari Mythos was een conceptwagen van het Italiaanse automerk Ferrari, ontworpen door Pininfarina. De wagen werd in 1989 aan het publiek voorgesteld tijdens de Tokyo Motor Show. Hoewel de Mythos niet bedoeld was om publiek te verkopen bezit Hassanal Bolkiah, sultan van Brunei, er twee. Het derde exemplaar is terug te vinden in het Pininfarina Style Center in Cambiano.
De wagen werd gebouwd op het platform van de Ferrari Testarossa met een 4.9 liter-motor die een topsnelheid behaalde van 290 km/u.